# 사림파
사림파(士林派) 또는 사림(士林)은 전원의 산림(山林)에서 유학을 공부하던 문인 · 학자로서 15세기 이후에 조선 중기 중앙 정계를 주도한 정치집단이다. 고려 말기의 유학자 길재(吉再)가 은퇴하여 고향에서 후진 양성에 힘쓴 결과 영남 일대는 그의 제자가 많이 배출되어 조선 유학의 주류를 이루었으며, 훈구파에 대립하여 사림파(士林派)라고 불리기도 한다. 또한 사림은 유림이라 불리기도 한다. 온건파 사대부를 계승했다.

## 개요
길재의 제자 김숙자와 그의 아들 김종직은 영남 유학의 사종(師宗)으로, 그의 문하에서 김굉필·정여창·김일손 등이 배출되어 성종 때에는 중앙의 정치무대에 대거 등장했다. 이들을 사림파라 하는데, 관학자들과는 학문의 경향을 달리하고 있었으며, 주로 삼사(三司) 계통에서 언론문필을 담당하였다.
이들은 대개 유교의 이상 정치 실현을 위해 노력하였는데, 종래부터 정계에 뿌리박고 있던 훈구파와 불화가 생겨, 조선 사회에 새로운 활기와 파란을 불러 일으켰다. 이들의 진출로 사화가 되풀이되어 일시적으로 큰 타격을 받기도 했지만, 서원과 향약을 토대로 한 사림파는 꾸준히 그 학통을 계속하면서 발전하여 갔다.

## 출현과 배경

### 사림의 등장
본래 고려 말부터 지방의 중소지주 출신 사대부 가운데 중앙정계에 진출하지 않고 지방에서 영향력을 행사하던 세력을 가리키는 말이었다. 이들은 조선 건국 시기에 역성혁명을 반대하고 주로 향촌사회에서 세력을 형성하고 있었다.
성종이 훈구파를 견제하기 위해 김종직과 그의 제자들인 김굉필, 정여창, 김일손 등을 등용한 것을 계기로 중앙정계로 진출하였다. 네 차례의 사화를 거치며 훈구파의 탄압을 받다가 선조 대에 이르러서는 훈구파를 정치의 전면에서 몰아내고 조정을 장악하였다. 그러나 1575년(선조 7) '동서분당' 사건을 계기로 동인과 서인으로 나뉘어 조선 중기 붕당정치의 단초가 되었다. 뚜렷한 학통은 없으나 처음으로 중앙정계에 진출하여 제자들의 등용을 도운 김종직의 아버지 김숙자가 길재의 제자였으므로, 길재의 학통이 김종직에게 이어진 것으로 보아 사림을 길재의 학통으로 보기도 한다.

### 사림의 배경
사림은 대부분이 조선의 건국에 협력하지 않고 지방에 내려간 학자들로, 중소지주층을 이루고 있었다. 이들은 대농장을 소유하고 있었던 훈구세력과는 달리 생업에 힘쓰면서 학문을 해야 했기 때문에, 훈구 세력에 비해 경제적 기반이 취약했다. 그러나 16세기 이후로 농사직설과 같은 농서가 간행되고, 목화와 약초 등의 재배가 널리 퍼지면서, 농산물을 사고 파는 장시가 발달하여 전국적으로 형성되었다. , 이모작 역시 널리 퍼지면서 농업생산성이 향상되었다. 이를 통해 농촌의 중소 지주인 사림도 경제적 여유를 가질 수 있게 되고, 농민과 공존하는 안정된 농촌사회를 건설 하고자 하였다. 이때 훈구 세력은 권력을 사용하여 광대한 농장과 많은 노비를 소유하는 등 재산을 크게 늘렸다.

## 사림의 학맥
학맥상으로는 백이정과 안향에게까지 거슬러 올라가는데, 백이정, 안향→이제현→이색→정몽주→길재→김숙자→김종직으로 이어진다. 김종직의 대에 이르러 많은 제자를 양성하게 된다.
　　　　　백이정┐

　　　　　　안향┴→이제현→이색→정도전

　　　　　　　　　　　　　→이숭인

　　　　　　　　　　　　　→정몽주→길재→김숙자→김종직→정여창

　　　　　　　　　　　　　　　　　　　　　　　　　　　　　　　　　　　→김굉필→조광조

　　　　　　　　　　　　　　　　　　　　　　　　　　　　　　　　　　　→김전

　　　　　　　　　　　　　　　　　　　　　　　　　　　　　　　　　　　→남곤

　　　　　　　　　　　　　　　　　　　　　　　　　　　　　　　　　　　→김일손

## 이념과 강령

### 향약의 보급
조선의 건국에 참여하지 않은 신진 사대부들은 향촌에 살면서 중소 지주로서 학문과 교육에 힘쓰고 있었다. 이들은 유향소를 구성하여 지방의 백성들을 교화하고 수령의 자문에 응하는 등 향촌의 행정을 도왔다. 사림은 향약을 보급하는 데에도 힘썼다. 이에 따라 중국의 여씨향약을 번역하여 전국에 보급하고, 점차 조선의 실정에 맞는 향약을 만들어 마을 단위로 시행하였다. 아울러 동네에서 자발적으로 만들어 시행해 오던 계의 운영방식을 향약 속에 흡수하여 가난한 농민들의 생활 안정에도 힘썼다.

### 서원

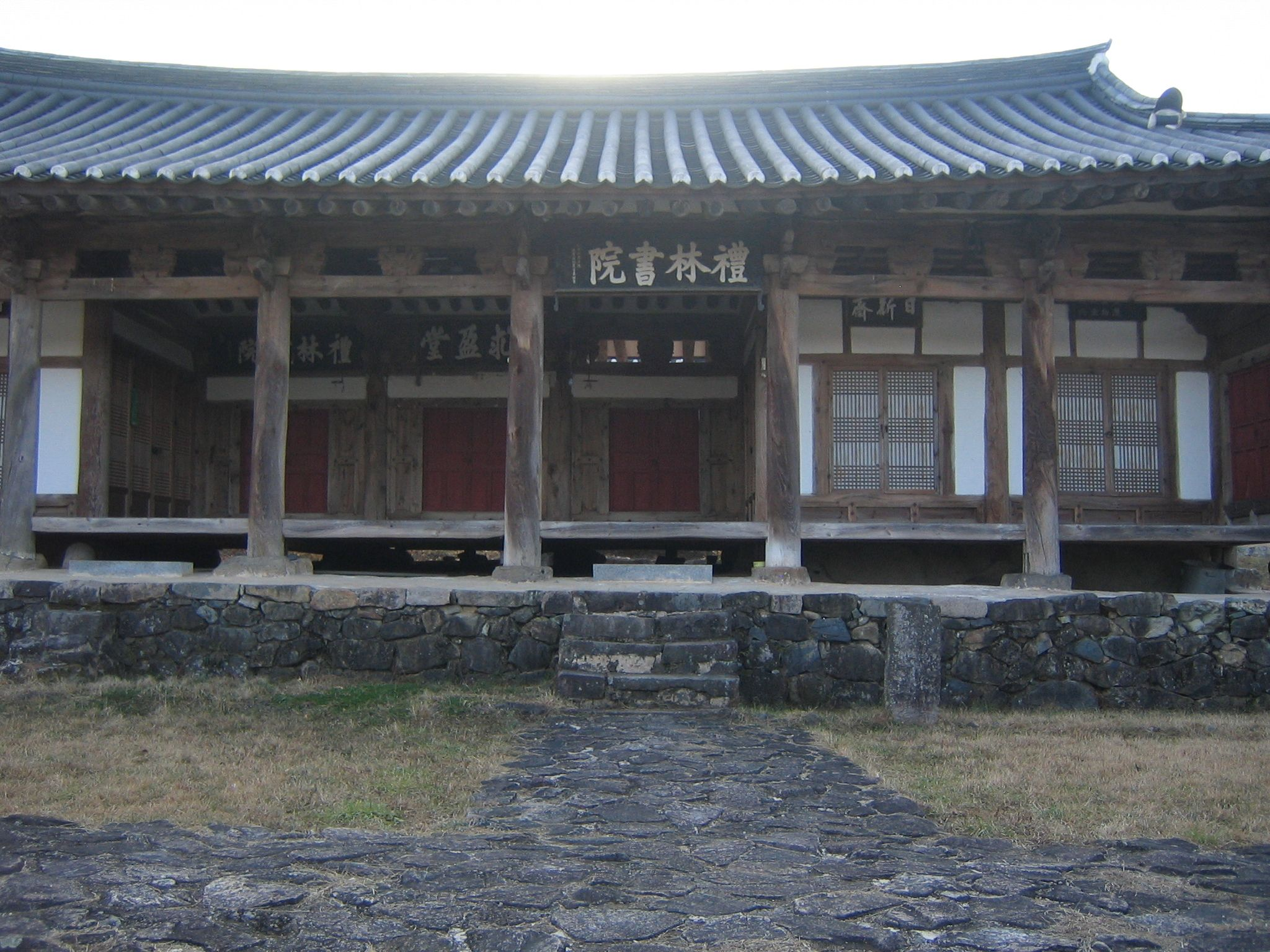
예림서원에 있는 구영당

사림은 성리학을 연구하면서 불교와 같은 다른 사상을 철저하게 배격하였다. 사림은 충과 효를 매우 중요시 하여 백성들에게 권장하고, 성리학의 윤리 교과서인 소학을 널리 보급했다. 또한, 사림은 서원을 세워 덕망이 높은 유학자를 기름과 동시에 지방의 양반 자제들을 교육했다. 가장 먼저 세워진 서원은 주세붕이 안향을 추모하기 위해 영주에 세운 백운동서원이다. 후에 이황의 건의에 따라 이 서원에 소수서원이라는 현판이 하사되었다. 서원은 국가로부터 토지, 노비, 서적 등을 지급 받았고, 면세를 받았다. 이후 서원은 성리학 발전의 산실로써 영남 지방을 중심으로 늘어났다. 서원은 학문과 교육의 발전에 기여하였고, 당파끼리의 결속을 강화하여 붕당의 토대가 되기도 하였다.

## 사림의 성장과 사화
성종은 합리적이고 온건한 유교 정치를 회복하기 위하여 영남 출신의 김종직과 그의 제자들을 대거 등용하여 언론 기관에 배치하고 정책을 비판하도록 하였다. 이들은 시간이 지나면서 하나의 정치 세력으로 성장하여 훈구 세력의 문제점을 공격하면서 공론 정치를 유도하였다. 이에 따라 사림과 훈구, 두 세력 간의 정치적 견제가 심해졌다. 사림을 옹호하던 성종이 승하하고 연산군이 왕위에 오르자, 훈구세력은 무오사화, 갑자사화를 일으켜 사림을 숙청하였다. 중종반정 이후 사림이 다시 등용되어 조광조를 중심으로 유교적 이상 정치를 펴고자 하였으나, 훈구세력의 반발로 기묘사화가 일어나 또다시 피해를 입었다. 이후 인종이 사림을 등용했으나 명종 때 훈구, 외척세력의 견제로 을사사화가 일어나 사림이 숙청 되면서 큰 피해를 입었다. 하지만 사림은 이후에도 향촌의 서원과 향약을 바탕으로 꾸준히 성장해 나갔다.

## 붕당의 출현
선조가 인격이 훌륭하고 덕망이 높은 사림을 중용하자 사림 세력이 정치를 주도하게 되었다. 그러나 사림이 정권을 장악한 이후 내부의 분열로 붕당의 대립이 생겨났다. 붕당이 출현한 배경에는 이조 전랑이 있었다. 인사권을 가진 이조 전랑의 임명 문제와 공론을 둘러싸고 사림 정권이 신진 관료 및 김효원을 비롯한 동인과 기성관료 및 심의겸을 필두로 하는 서인으로 나뉘면서 붕당이 형성되었다. 이조 전랑은 삼사의 관리에 대한 인사를 주도할 수 있었고, 스스로 후임을 추천할 수 있었다. 또한 삼사의 관리들은 언론을 통해 이조 전랑을 지원하였다. 이후 붕당정치는 노론, 소론, 남인, 북인의 사색당파의 이념 다툼으로 변질되었고 숙종 때에는 환국으로 인한 피바람이 불게 된다.

## 같이 보기
- 훈구파
- 무오사화
- 갑자사화
- 기묘사화
- 을사사화
- 붕당
- 환국